# Lieber tot als rot
„Lieber tot als rot“ (englisch Better dead than red) war ein antikommunistisches Schlagwort in Deutschland während des Zweiten Weltkrieges sowie in den USA und anderen Ländern während des Kalten Krieges.